# Erythrogenys
Erythrogenys és un gènere d'ocells de la família dels timàlids (Timaliidae) i l'ordre dels passeriformes.

## Taxonomia
Les espècie d'aquest gènere eren fins fa poc incloses al gènere Pomatorhinus, fins que les fortes divergències genètiques han motivat llur separació.
Segons la classificació del Congrés Ornitològic Internacional (versió 11.1, 2021) aquest gènere està format per 6 espècies
- Erythrogenys hypoleucos - simitarra grossa.
- Erythrogenys erythrogenys - simitarra cara-rogenca.
- Erythrogenys mcclellandi - simitarra de McClelland.
- Erythrogenys gravivox - simitarra cantaire.
- Erythrogenys swinhoei - simitarra de Swinhoe.
- Erythrogenys erythrocnemis - simitarra estriada.